# Amy Jackson (Schauspielerin)

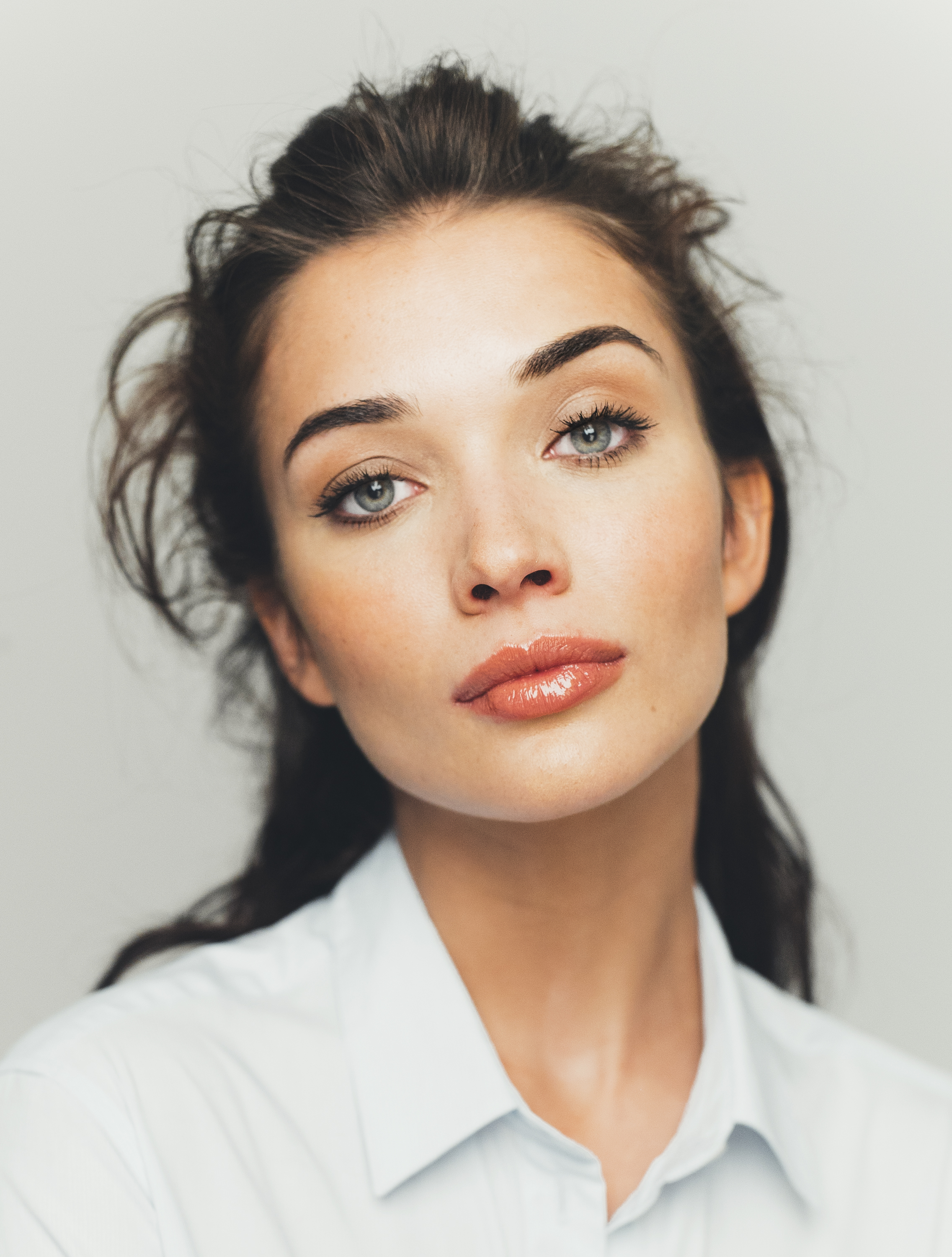
Amy Jackson (2015)

Amy Louise Jackson (* 31. Januar 1992 in Douglas, Isle of Man) ist eine britische Schauspielerin und Model.

## Leben und Karriere
Amy Jackson wurde als Tochter der gebürtigen Liverpooler Marguerita und Alan Jackson geboren. Sie hat eine ältere Schwester. Als sie zwei Jahre alt war, zog die Familie zurück nach Liverpool. Sie besuchte das St Edward’s College. 
Jackson gewann die Auszeichnungen Miss Teen Liverpool und Miss Teen Great Britain, bevor sie 2009 zur Miss Teen World gekürt wurde. Im selben Jahr startete sie ihre Modelkarriere. 2010 wurde sie Miss Liverpool.
2010 startete Jackson ihre Schauspielkarriere in Indien. 2012 verkörperte sie in Ekk Deewana Tha die indische Sängerin Chinmayi Sripada. In den nächsten Jahren folgten weitere Besetzungen in indischen Filmproduktionen. Von 2017 bis 2018 verkörperte sie die Rolle der Imra Ardeen in der US-amerikanischen Fernsehserie Supergirl.

## Filmografie (Auswahl)

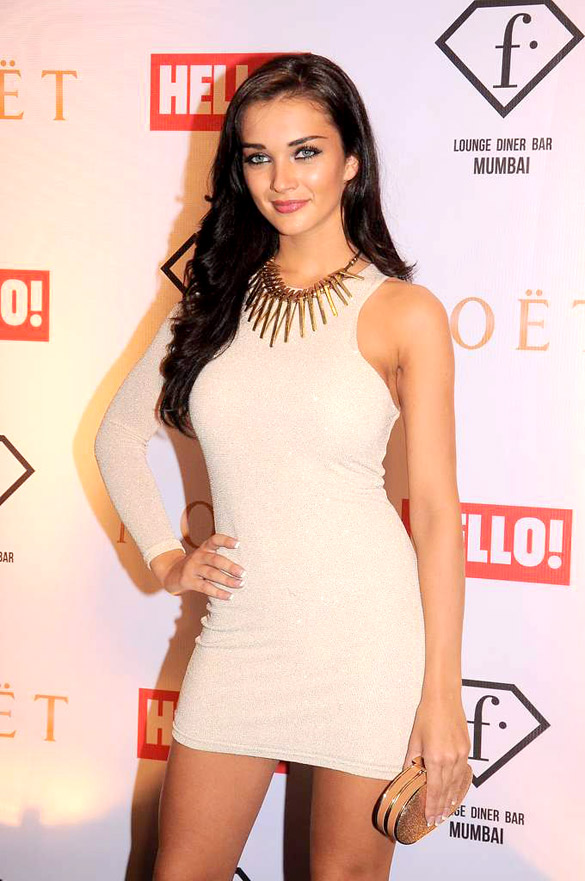
Jackson (2012)

- 2010: Madras Town (Madrasapattinam)
- 2012: Ekk Deewana Tha
- 2012: Desh Prem the Real Hero (Thaandavam)
- 2014: Who is he? (Yevadu)
- 2015: I
- 2015: Singh Is Bliing
- 2015: Golden Son (Thanga Magan)
- 2016: Gethu
- 2016: Spark (Theri)
- 2016: Freaky Ali
- 2016: Devi(L)
- 2016: Abhinetri
- 2017–2018: Supergirl (Fernsehserie, 9 Episoden)
- 2018: Boogie Man
- 2018: The Villain
- 2018: 2.0